# Reinharts
Reinharts ist ein Weiler und Ortsteil von Kempten (Allgäu). In Reinharts ist der ehemalige Bundeslandwirtschaftsminister Ignaz Kiechle geboren.
Im Jahr 1423 wurde ein „Gut ze Renhatz“ erwähnt. Aus dem Jahr 1593 ist ein „Renhartts“ schriftlich überliefert. Im Jahr 1819, ein Jahr nach der Bildung der Ruralgemeinde Sankt Mang, bestand Reinharts aus 4 Höfen mit 26 Bewohnern.
1968 gab es in Reinharts vier Anwesen, 1996 wurde eine Kapelle erbaut und geweiht. Die Familie Kiechle ist seit 1732 in Reinharts auf ihrem Hof.

## Persönlichkeiten
- Ignaz Kiechle (1930–2003), Politiker (CSU)